# Prudok (stacja kolejowa w obwodzie witebskim)
Prudok (biał. Прудок, ros. Прудок) – stacja kolejowa w miejscowości Prudok, w rejonie horodeckim, w obwodzie witebskim, na Białorusi. Położona jest na linii Newel - Jeziaryszcza - Witebsk.
Od stacji odchodzą bocznice do pobliskiej bazy wojskowej.